# Audio (singolo)
Audio è un singolo del supergruppo LSD, pubblicato il 10 maggio 2018 come secondo estratto dal primo album in studio Labrinth, Sia & Diplo Present... LSD.

## Video musicale
In concomitanza con il lancio del singolo, è stato pubblicato il videoclip sul canale Youtube di Sia.